# Возрождение: Эртугрул
«Возрожде́ние: Эртугру́л» (тур. Diriliş: Ertuğrul) — турецкий исторический приключенческий телесериал, созданный продюсером Мехметом Боздагом. Съёмки происходили в Бейкозе, в Алании, и в Невшехире, Турция. 
Премьера сериала состоялась на канале TRT 1 в Турции 10 декабря 2014 года.
Сериал основан на истории мусульманских тюрок-огузов, события происходят в XIII веке. История сосредоточена вокруг жизни Эртугрула-бея, отца Османа I, который был основателем Османской империи. В главных ролях — Энгин Алтан Дюзьятан и Эсра Бильгич.

## Сюжет
Действие сериала происходит в XIII веке. 
В своё время тюркоязычное огузское племя Кайи жило в Средней Азии и было вассалом шахов Хорезма. 
Но в 1219—1221 годах монгольские завоеватели уничтожили государство Хорезм и Сулейман-шах был вынужден переселиться со своим племенем в Анатолию под покровительство правителя сельджукского Румского (Конийского) султаната Ала ад-Дина Кей-Кубада.
Главным героем данного сериала является Эртугрул-бей, который  является сыном Сулейман-шаха.

### 1 сезон
1225 год. На охоте Эртугрул-бей при помощи своих друзей-воинов Тургута, Бамсы и Догана спасает из рук рыцарей-тамплиеров сельджукского шахзаде Нумана, его сына Йигита и дочь Халиме, а заодно и убивает рыцаря Бесоля — брата Титуса - коменданта крепости Святого Петра в горах Аманос. Это оборачивается неприятием многими из племени Кайи спасённых Эртугрулом людей, а заодно и войной с крестоносцами во главе с Титусом и устадом Петруччио Манзини. Вдобавок, заключивший союз с сельджукским командиром Кара-Тойгаром амбициозный Курдоглу-бей решает свергнуть своего кровного брата Сулейман-шаха с места вождя племени, а переселение самого племени Кайи в земли эмира Алеппо Эль-Азиза из династии Айюбидов - правителей Египта и Сирии, на время приводит к конфликту между огузами и самим эмиром, оказавшимся марионеткой в руках у тамплиеров.

### 2 сезон
После смерти Сулеймана Шаха Кайи возвращаются на земли Анатолии, но столкновение с монголами вынуждает их найти убежище у тюркоязычного племени Додурга. Вождь Додурга Коркут-бей и вдова Сулеймана Шаха мама Хайме объединяют оба племена для противостояния монгольским завоевателям, что играет на руку Эртугрулу, нашедшему смертельного врага в лице монгольского военачальника Байджу-нойона и одновременно союзника в лице считавшегося пропавшим без вести старшего брата Сунгуртекина, который на самом деле был султанским лазутчиком среди монголов. Одновременно единство Кайи и Додурга претерпевает серьёзные испытания из-за предательств и интриг, а сам Байджу-нойон имеет покровителя, которым оказывается могущественный эмир Саад ад-Дин Кёпек, мечтающий стать новым сельджукским султаном. При этом Эртугрул благодаря огузским племенным старейшинам находит для своего племени новые земли, однако они граничат с владениями православной греческой Никейской империи, а идея переселиться на них не у всех встречает поддержки.

### 3 сезон
Проходит 10 лет с момента переселения племени Кайи на границу Сельджукского султаната и Никейской империи. Ставший вождём Кайи Эртугрул получает задание от султана Ала ад-Дина Кей-Кубада — завоевать греческую крепость Караджахисар. Однако ему приходится вновь столкнуться с тамплиерами — владельцами базара Ханлы, а также с враждебностью многих из Огузского племени Чавдар, в особенности, старшего сына вождя данного племени Джандар-бея — Урал-бея, заключившего союз с греческим текфуром Василиусом. Дело также осложняется тем, что укрепивший своё положение эмир Саад ад-Дин Кёпек всячески плетёт интриги против Эртугрула, а заодно и пытается прибрать к своим рукам приграничные земли путём брака с дочерью Джандар-бея Аслыхан-хатун.

### 4 сезон
Эртугрулу - бею удаётся чудом выжить после устроенной греческим текфуром Аресом западни, однако он на время попадает в плен к работорговцу Симко. Одновременно его младший брат Дюндар становится новым вождём племени Кайи и в его голову приходит мысль — продать базар Ханлы при поддержке Саад ад-Дина Кёпека вознамерившемуся объединить племя Чавдар под своей властью дяде Аслыхан-хатун Бахадыр-бею с целью переселения в Ахлат на стойбище старших братьев. Но Эртугрулу удаётся расторгнуть данную сделку и в дальнейшем он устанавливает порядок в племени Чавдар, завоёвывает крепость Караджахисар, побеждает властолюбивого эмира Саад ад-Дина Кёпека, сталкивается со старым заклятым врагом Байджу — нойоном и под конец становится правителем Сёгютского бейлика — ядра будущей Османской империи.

### 5 сезон
Проходит 10 лет с момента монгольского нашествия на Анатолию и битвы при Кёсе-даге. Эртугрул по-прежнему является вождём племени Кайи и уджбеем Сёгюта. Однако у него появляются новые проблемы — всесильный сельджукский эмир Бахаддин — марионетка монголов; огузское племя Умурогуллары, которое получило возможность поселиться на землях Сёгюта; Монгольская империя, которая пытается удержать под своей властью Сельджукский султанат. Более того, у Эртугрула появляется новый смертельный враг — греческий военный командир Драгос, который на сёгютских землях создал тайную рыцарскую организацию, да и самому сыну Сулеймана Шаха приходится принять под своё покровительство пострадавшее от монголов и сельджуков стойбище старших братьев Гюндогду и Сунгуртекина.

## В ролях
Тюрки-огузы племени кайи (будущие «османы»):
- Сердар Гёкхан — Сулейман-шах (Гюндюз-алп), отец Сунгуртекина, Гюндогду, Эртугрула и Дюндара, вождь племени Кайи
- Хакан Ванли — Курдоглу-бей, кровный брат вождя племени Кайи Сулейман-шаха
- Хюлья Дарджан — Хайме-хатун, жена Сулейман-шаха, сестра Коркут-бея
- Сезгин Эрдемир — Сунгуртекин, старший сын Сулейман-шаха
- Каан Ташанер — Гюндогду, сын Сулейман-шаха, брат Эртугрула, вождь племени Кайи, отец Сулеймана
- Энгин Алтан Дюзьятан — Эртугрул-бей, сын Сулейман-шаха, вождь племени Кайи и одновременно удж-бей Сёгюта, отец Гюндуза, Савджи и Османа
- Арда Анарат — Дюндар, младший сын Сулейман-шаха (в детстве)
- Батухан Караджакая — Дюндар, младший сын Сулейман-шаха (взрослый), бей Кайи
- Дидем Балчин — Сельджан, жена Гюндогду - бея, старшая сестра Гекче, мать Сулеймана
- Бурджу Кыратлы — Гекче (Гокча), сестра Сельджан, жена Тугтекина
- Tolga Sala — Хамза, воин вначале Гюндогду, а затем Байджу Нойона
- Нуреттин Сёнмез — Бамсы, воин Эртугрула, муж Хелены-Хафсы, командующий племенным ополчением Кайи
- Джавит Четин Гюнер — Доган, воин Эртугрула, муж Бану-Чичек
- Дженгиз Джошкун — Тургут-алп, друг Эртугрула, муж Айкыз и Аслыхан, бей племени Чавдар
- Мехмет Чевик — Безумный Демир, кузнец-оружейник племени Кайи, отец Айкиз, тесть Тургута
- Ханде Субаши — Айкиз, дочь Безумного Демира, первая жена Тургута
- Fahri Öztezcan — Ильяс, факих, помощник Сулейман-шаха
- Hamit Demir — Акче-Ходжа, лекарь племени Кайи

Тюрки-огузы племени Кынык («сельджуки»):
- Бурак Хаккы — Ала ад-Дин Кей-Кубад, сельджукский султан, дядя Халиме и Йигита
- Sedat Savtak — Нуман-бей, брат Аладдина, сельджукский шахзаде, отец Халиме и Йигита
- Эсра Бильгич — Халиме, племянница султана Аладдина, жена Эртугрула, мать Гюндуза, Савджи и Османа
- Бурак Темиз — Йигит, брат Халиме, сельджукский шахзаде
- Кан Кахраман — Кара-Тойгар, сельджукский командир
- Тургут Тунчалп — Афсин, сельджукский бей

Арабы:
- Осман Сойкут — Ибн Араби, странствующий богослов-суфий

Европейцы-христиане:
- Сердар Дениз — Титус, рыцарь ордена тамплиеров, комендант крепости Святого Петра
- Биранд Тунча — Бесоль, брат Титуса, рыцарь-тамплиер
- Özlem Aydin — Элеонора, дочь Джованни, сестра Изадоры
- Решад Стрик — Клаудиус (Омер), рыцарь ордена тамлиеров, перешедший в ислам и ставший шпионом Эртугрула
- Левент Октем — устад ордена тамплиеров Петруччио Манзини.
- Атилла Энгин — Томас, католический кардинал, представитель Папы Римского.

Монголы:
- Бариш Багджи — Байджу Нойон, монгольский военачальник.
- Эмре Эрчиль — Ариг-Буга, монгольский шаман и разведчик.
- Hüseyin Gülhuy - Субудай, помощник монгольского военного командира Алынжака.

- Фырат Топкорур — Хасан (Петрос), торговец с базара Ханлы, помощник господина Симона и одновременно Василиуса.
- Дилек Сербест — Изадора, племянница устада Петруччио Манзини, сестра Элеоноры.
- Мехмет Инчи — Эль-Азиз, эмир Алеппо, представитель династии Айюбидов.
- Каан Чакыр — Угэдей, каган Монгольской империи, один из сыновей Чингиз-хана
- Сулейман Караахмет — Берке, хан Улуса Джучи («Золотой Орды») из династии Чингизидов
- Озтюрк Энгин — Гюнальп, сельджукский командир, приёмный сын эмира Саад ад-Дина Кёпека.
- Celal Al — Абдуррахман, охранник вначале Сулеймана Шаха, затем Эртугрула, командующий племенным ополчением Кайи.
- Гюльсим Али — Аслыхан - хатун, дочь Джандар-бея, вторая жена Тургута.
- Gökhan Karacik — Дервиш (Исхак), попутчик Ибн Араби, помощник Артук-бея.
- Edip Zeydan — Думрул, воин Гюндогду, а затем Эртугрула.
- Хакан Серим — Гюнкут, воин племени Кайи.
- Айберк Пекджан — Артук-бей, лекарь из племени Додурга, помощник Эртугрула.
- Melih Özdogan — Самса, воин вначале Тугтекина, а затем Эртугрула.
- Gökhan Oskay — Кая, охранник Коркут-бея, воин Эртугрула.
- Murat Garibagaoglu — Саад ад-Дин Кёпек, сельджукский эмир.
- Гюрбей Илери — Санджар-бей, сын Бахадыр-бея.
- Эзги Эсма — Бану-Чичек, жена Догана.
- Kaptan Gürman — Гейкли, лесной странник.
- Атилла Кылыч — Боач, воин вначале Тугтекина, а затем Саад ад-Дина Кёпека.
- Ugur Günes — Тугтекин, сын Коркут-бея от первого брака, муж Гёкче - хатун, вождь Додурга.
- Çaglar Yigitogullari — Улу Бильге, монгольский шаман.
- Хусейн Озай — Коркут-бей, брат мамы Хайме, вождь Додурга, отец Тугтекина.
- Эврим Солмаз — Айтолун, вторая жена Коркут-бея, мачеха Тугтекина.
- Bogaçhan Talha Peker — Туралы, мальчик племени Кайи, приёмный сын Безумного Демира и Тургута.
- Yaman Tümen — Гюндуз, старший сын Эртугрула (в детстве).
- Meliksah Özen — Меликшах, воин племени Кайи.
- Зейнеп Кызылтан — Гонджагюль, племянница Айтолун, невеста Гюндогду, дочь Гюмюштекина.
- Muharrem Özcan — Тангут, помощник Байджу Нойона.
- Бурак Дакак — Гийас ад-Дин Кей-Хосров II, сельджукский султан, двоюродный брат Халиме и Йигита.
- Гюльчин Сантырджиоглу — Чолпан (Екатерина), жена Урал-бея.
- Зейнеп Айдемир — Эфтелия (Эсма), фаворитка эмира Алеппо Эль-Азиза и одновременно шпионка тамплиеров.
- Джем Учан — Алияр-бей, брат Аслыхан и Урал-бея, вождь Чавдар.
- Гёкхан Беклетенлер — Хачатурян, мастер по добыче золота.
- Мехмет Полат — Гюмюштекин, сельджукский бей, отец Гонджагюль.
- Sedat Erdis — Алпаргу, помощник Курдоглу.
- Oguzhan Yarimay — Огуз, воин племени Чавдар, помощник Тургута.
- Джемаль Хюнал — Арес (Ахмед), греческий текфур, затем помощник Эртугрула.
- Кюрсат Алниачик — Урал-бей, старший сын Джандар-бея, муж Чолпан.
- Осман Албайрак — Бату-хан, помощник Урал-бея.
- Mehmet Pala — Кутлуджа, охранник Джандар-бея и помощник Алияр-бея.
- Эртугрул Постоглу — Бахадыр-бей, младший брат Джандар-бея, дядя Аслыхан, Урал-бея и Алияр-бея.
- Эрден Алкан — Джандар-бей, брат Бахадыр-бея, вождь Чавдар.
- Бурчин Абдулла — Хелена-Хафса, дочь Андроса — текфура греческой крепости Караджахисар, жена Бамсы, мать Аслыхан и Айбарса.
- Mert Soyyer — Алеко, торговец с базара Ханлы.
- Аслыхан Гюнер — Караджа, жена Бахадыр-бея, мачеха Санджар-бея.
- Гёкхан Аталай — Ата-бей Шахабеттин Тугрул, дядя эмира Алеппо Эль-Азиза.
- Бурак Чимен — Насыр, начальник охраны эмира Алеппо Эль-Азиза и одновременно главарь ячейки тамплиеров в Алеппо.
- Эврен Эрлер — Коджабаш, воин Тугтекина, а потом Байджу Нойона.
- Синем Озтюрк — Махпери, жена сельджукского султана Рума Ала ад-Дина Кей-Кубада, мать Гийаса ад-Дина Кей-Хосрова.
- Serhat Baris — Тристан, работорговец с базара Ханлы и одновременно рыцарь-тамплиер.
- Eren Sakici — Эфросиаб, персидский купец, шпион Байджу Нойона.
- Lebip Gökhan — господин Симон, владелец базара Ханлы и одновременно магистр ордена тамплиеров.
- Дженк Кангёз — Филипп, помощник господина Симона.
- Онур Озтюрк — Василиус, греческий текфур.
- Седеф Шахин — Мария, сестра и помощница господина Симона.
- Элиф Сюмбюль Серт — Аманда, торговка с базара Ханлы, любовница Урал-бея.
- Busra Cubukcuoglu — Лейла, сестра эмира Алеппо Эль-Азиза.
- Айшегюль Ишсевер — Дади, няня эмира Алеппо Эль-Азиза и его сестры.
- Сера Токдемир — Марья, фаворитка Ареса, жена Артук-бея.
- Мехмет Джеррахоглу — Джазгир, слуга господина Симона.
- Эрол Тасджи — Марио, слуга устада Петруччио Манзини.
- Хакан Онат — Ангелос, сын текфура крепости Биледжик Критоса.
- Искендер Алтын — Джованни, брат устада Петруччио Манзини, отец Элеаноры и Изадоры.
- Хасан Кючюкчетин — Ата-бей Алтунбаба, помощник Махпери-султан.
- Хасан Шахинтюрк — Критос, текфур греческой крепости Биледжик, отец Ангелоса.
- Седат Калкаван — Карабек, подчинённый Саад ад-Дина Кёпека.
- Mualla Sahin — Айбике, служанка Чолпан.
- Онур Сени — Ата-бей Эртукуш, сельджукский командир.
- Ozan Gözel — Ласкарис, воин Василиуса.
- Arda Öziri — Гёктуг, помощник Саад ад-Дина Кёпека.
- Бурак Дэмир — Караджа-бей, субаши Сиваса.
- Irfan Gürdal — Озан, поэт-певец Кайи.
- Дилер Озтурк — Алп-Текин, отец Сельджан и Гекче.
- Ergun Kuyucu — Акче-бей, вождь Додурга.
- Ali Çakalgöz — Андрос, текфур крепости Караджахисар, отец Елены-Хафсы.
- Ercument Fidan — Кара Конгулус, разбойник-наемник на службе у Урал-бея.
- Gökmen Kasabali — Франциско, разбойник-наемник на службе у Урал-бея.
- Demir Parscan — Тохтамыш, кровный брат Джандар-бея.
- Огюн Каптаноглу — Титан (Дариус), рыцарь, помощник Ареса.
- Коркмаз Полат — Таджиддин Перване, сельджукский эмир.
- Niyazi Demirel — Рикардо, венецианский торговец с базара Ханлы.
- Кенуль Нагиева[1]
- Ойя Унуста — Сюгей-хатун, кормилица Османа.
- Кенуль Нагиева — Алмалы-хатун (Алангойя), сестра Байджу Нойона.
- Шериф Бозкурт — шаман Беркютай (Карамыш).
- Buhara Ali Mete — Мерген (Эйнеджи), вначале воин Алангойи, затем Эртугрула.
- Ханде Сорал — Ильбильге, дочь Умур-бея, сестра Бейбулат-бея и Сырмы.
- Юнал Сильвер — Умур-бей, огузский племенной вождь.
- Илькер Аксум — греческий военный командир Драгос (Зангоч).
- Koray Şahinbaş — Тара, греческий торговец, член тайной организации Драгоса.
- Muhammed Emre Kaya — Батур, помощник эмира Бахаддина и затем Бейбулат-бея.
- Öykü Çelik — Сырма, дочь Умур-бея, сестра Ильбильге и Бейбулата.
- Şafak Başkaya — Инал, правая рука Бейбулат-бея.
- Ali Ersan Duru — Бейбулат-бей (Албасты), сын Умур-бея, вождь огузского племени Умурогуллары.
- Esra Balikçi — Менгю, служанка Ильбильге.
- Halit Özgür Sarı — Сулейман, сын Сельджан и Гюндогду.
- Alper Yaman — Чагры, воин племени Кайи, друг Гюндуза.
- Alper Türedi — Теоклиас, шпион текфура Яноса, отец Евдокии и Неи.
- Aytek Şayan — Лоис, помощник текфура Яноса и одновременно Драгоса.
- Ali Savaşçi — Бахаддин, сельджукский эмир.
- Kayra Şenocak — Актемюр, кузнец и оружейник племени Кайи.
- Orçun İynemli — Микис, греческий торговец, помощник Артук-бея.
- Румейса Арслан — Ирена, дочь текфура Яноса.
- Enes Göçmen — Айбарс, младший сын Бамсы и Елены-Хафсы.
- Çağla Naz Kargı — Аслыхан, дочь Бамсы и Елены-Хафсы.
- Cemre Polat — Мара, служанка Ирены.
- Enis Yildiz — Янос, текфур греческой крепости Лефке, отец Ирены.
- Eser Karabil — Тео, греческий торговец, член тайной организации Драгоса.
- Melis Naz Öztaş — Нея, младшая дочь Теоклиаса.
- Кимья Гёкче Айтач — Евдокия, старшая дочь Теоклиаса.
- Armağan Oğuz — Атач, помощник Умур-бея.
- Arif Diren — Гюндуз, старший сын Эртугрула (в юношеском возрасте).
- Kerem Hakan Bekişoğlu — Савджи, средний сын Эртугрула (в подростковом возрасте).
- Emre Üçtepe — Осман, младший сын Эртугрула (в подростковом возрасте).
- Uğur Karabulut — Уранос, текфур греческой крепости Лефке.
- Dursun Ali Erzincanlı — мулла города Сёгют.
- Korel Cezayirli — Садраддин Кенави, мусульманский шейх, сподвижник Ибн Араби.
- Энгин Бенли — Алынжак, монгольский военный командир.
- Recep Cinisli — главный огузский племенной аксакал.

## Эпизоды
| Сезон | Сезон | Серии | Оригинальная дата показа | Оригинальная дата показа |
| Сезон | Сезон | Серии | Премьера                 | Финал                    |
| ----- | ----- | ----- | ------------------------ | ------------------------ |
|       | 1     | 76    | 10 декабря 2014          | 17 июня 2015             |
|       | 2     | 103   | 30 сентября 2015         | 8 июня 2016              |
|       | 3     | 91    | 26 октября 2016          | 14 июня 2017             |
|       | 4     | 90    | 25 октября 2017          | 6 июня 2018              |
|       | 5     | 88    | 7 ноября 2018            | 29 мая 2019              |

## Производство
Сериал написан и спродюсирован Мехметом Боздагом и режиссёром Метином Гюнаем. Музыка — Альпей Гектекин. Транслируется с 10 декабря 2014 года на TRT 1 (Турция).
На съёмочной площадке присутствуют 25 лошадей, за которыми следит ветеринар. Все они находятся на ферме в Риве. Особая область, подобная зоопарку (но в меньшем масштабе), была создана для всех животных, которые появляются на шоу, включая овец, коз, соловьев и куропаток.
Представитель ТРТ заявил, что сериал «стремится укрепить чувства нации турецкого народа».

## Критика
Среди поклонников сериала — президент Венесуэлы Николас Мадуро, который посетил съёмочную площадку.
Глава Чечни Рамзан Кадыров, напротив, раскритиковал сериал. Он отметил, что «не понял его». Однако мнение самого Рамзана Кадырова поменялось, когда он сам в конце 2018 года в ходе визита в Турцию посетил съёмочную площадку сериала».
Тем не менее, отмечается, что (начиная с третьего сезона) сериал бьёт рекорды по числу зрителей.